# Cunaviche
Cunaviche je rijeka u Venezueli. Pritoka je rijeke Arauca i pripada porječju rijeke Orinoco.